# 2-羟基-1,4-苯醌
2-羟基-1,4-苯醌（英語：2-Hydroxy-1,4-benzoquinone，或称为羟基对苯二醌）是一种分子式为C6H4O3有机化合物，是最简单的羟基醌——单羟基苯醌的三种异构体之一，可由偏苯三酚氧化而来。